# 貢調使
貢調使（こうちょうし）とは、律令制において調・庸などを京に運ぶ任務を負った国司の職員。四度使の1つ。調使・調庸使・調進使・調帳使・運調使などの別称がある。

## 概要
賦役令には毎年8月中旬に調・庸の輸送を始め、一定期日（近国は10月30日・中国は11月30日・遠国は12月30日）までに京に着けることになっている（貢調）。その責任者が貢調使で、実際の調・庸を大蔵省または民部省に納めるとともにそれらの品目を記した調帳を太政官の弁官提出して公文勘会を受けた。また、戸籍が作成された際には貢調使が提出するものとされていた。古くは史生が務めることも認められていたが、宝亀6年（775年）以後は、目以上の者が務めるものとされた。当時の国司は政務で都と任国を往復することも珍しくはなく、その時々に応じて国司の中から適宜任じられたとみられている。貢調の隊列は郡単位で編成されており、貢調使が郡単位の責任者である綱領郡司や実際の担い手である綱丁を率いた。本来は調庸の納付と公文勘会が完了するまで帰任が認められず、不足が明らかな場合には公廨稲や貢調関係者の私財から弁償して納付を果たすものとされていたが、前者は9世紀には綱領郡司や綱丁の、後者は10世紀には国守の責任とされ、貢調使の役目は形骸化した。なお、調のうち糸に関しては別途貢夏調使・運夏調使が派遣された。これは糸のみが例外的に納付期限が7月30日とされていた（夏調）ことによる。